# Œdipe à Colone
Pour les articles homonymes, voir Œdipe (homonymie).
Œdipe à Colone (en grec ancien Οἰδίπους ἐπὶ Κολωνῷ / Oidípous epì Kolōnôi, en latin Œdipus Colonaeus) est une tragédie grecque de Sophocle, l'une des dernières qu'il ait composées. Elle a pour sujet la fin de la vie d'Œdipe, roi légendaire de la dynastie des Labdacides. Banni de Thèbes après s'être découvert coupable de parricide et d'inceste et s'être crevé les yeux, Œdipe erre sur les routes, guidé par sa fille Antigone ; tous deux finissent par trouver asile à Colone, où ils sont accueillis par le roi d'Athènes Thésée ; Œdipe y connaît une mort surnaturelle qui annonce une protection divine sur la ville d'Athènes.

## Genèse et création de la pièce
Œdipe à Colone est représentée pour la première fois de manière posthume en mars 401 av. J.-C. lors des Dionysies d'Athènes sous l'archontat de Micon, après la mort de Sophocle (en 406) grâce à l'action de son petit-fils également dénommé Sophocle. La pièce se déroule après les événements relatés dans Œdipe roi, sans pour autant en constituer une suite volontaire (Œdipe roi avait été représentée entre 430 et 420 av. J.-C. environ).

## Résumé

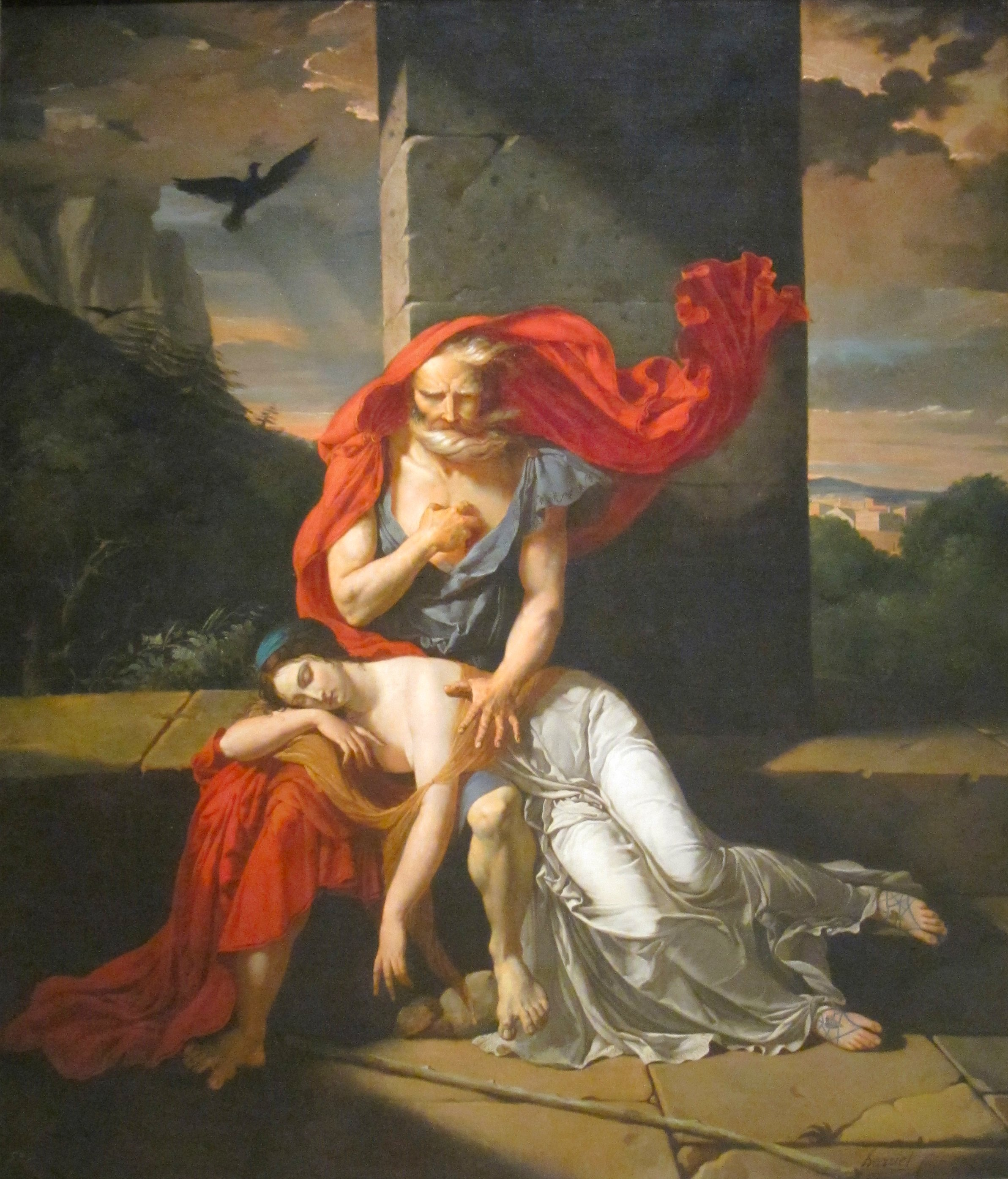
Œdipe à Colone, Fulchran-Jean Harriet, 1798, Cleveland Museum of Art.

Le prologue commence lorsqu'Œdipe, vieux et aveugle, arrive à Colone, près d'Athènes, guidé par sa fille Antigone. Ils rencontrent un étranger qui leur confirme où ils sont. Œdipe explique à l'étranger qu'il vient à Colone sur la foi d'une prophétie qu'Apollon lui a faite le même jour où Œdipe a appris qu'il était coupable de parricide et d'inceste et a été banni de Thèbes : le dieu lui a prédit qu'il connaîtrait enfin le repos à Colone, et qu'en mourant là il apporterait un grand bienfait à ceux qui l'auraient accueilli et un grand malheur aux Thébains qui l'auraient exilé. Œdipe réclame une audience auprès du roi d'Athènes Thésée.
La parodos voit entrer en scène le chœur tragique, composé d'un groupe de vieillards de Colone. Pris de pitié à la vue du vieillard aveugle, le chœur est terrifié en apprenant son identité et veut d'abord chasser Œdipe, mais Antigone parvient à apitoyer les vieillards.

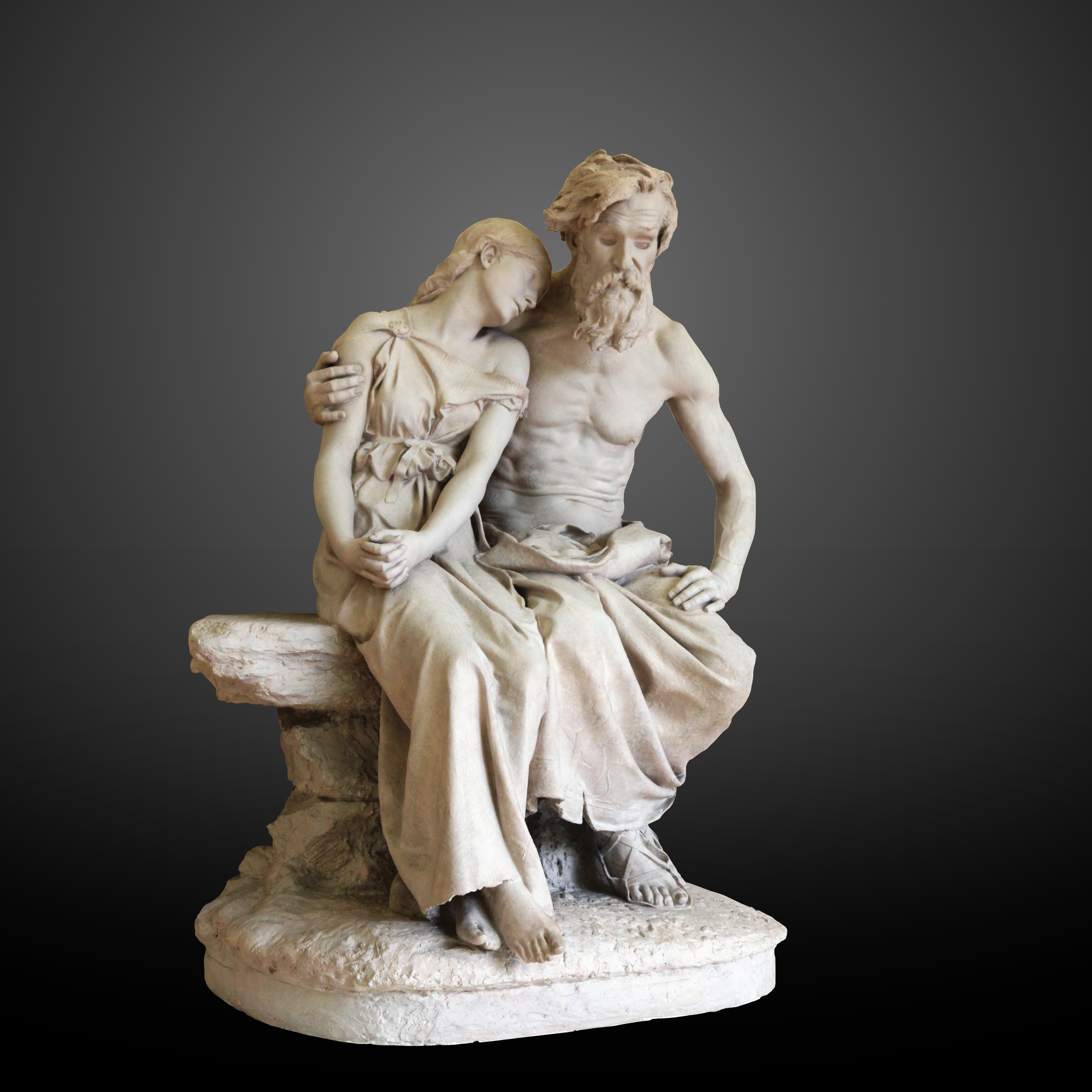
Œdipe et Antigone, plâtre peint de Jean-Baptiste Hugues, 1885, musée d'Orsay.

Dans le premier épisode, Œdipe et Antigone discutent avec le coryphée, le chef du chœur. Œdipe revient sur son passé et plaide pour sa cause : il n'est pas coupable, mais seulement victime d'un destin affreux. Peu après arrive Ismène, l'autre fille d'Œdipe, qui vient lui apprendre le conflit fratricide qui oppose ses deux fils, Étéocle et Polynice. Tous deux voudraient voir Œdipe revenir près de Thèbes. Tous ont en effet eu vent d'une prophétie de l'oracle de Delphes selon laquelle la ville près de laquelle Œdipe sera enterré en retirera de grands bienfaits. Œdipe entre en colère contre ses fils qui l'ont banni pour mieux s'emparer du pouvoir, et n'en est que plus décidé à rester à Colone. Le coryphée conseille à Œdipe d'honorer les Érinyes afin de s'attirer leur faveur. Le chœur chante ensuite le premier stasimon où il interroge Œdipe sur son passé douloureux.
Le deuxième épisode montre la rencontre entre Œdipe et Thésée. Une fois informé, Thésée accepte d'accueillir Œdipe et promet de le protéger contre les envoyés thébains s'ils tentaient de l'emmener de force. Le chœur chante ensuite le deuxième stasimon, où il évoque la région de Colone et les divinités qui la fréquentent, Dionysos et Poséidon.
L'arrivée de Créon, le régent de Thèbes, marque le début du troisième épisode. Créon tente de convaincre Œdipe de rentrer à Thèbes, mais celui-ci refuse. Créon emmène Ismène de force et tente de faire de même avec Antigone, mais le coryphée et le chœur s'opposent à lui. Créon persiste jusqu'à l'arrivée de Thésée, qui ordonne à son peuple de protéger les filles d'Œdipe et blâme sévèrement Créon pour ses agissements brutaux. Créon se défend, mais Œdipe dénonce ses mensonges avec énergie. Thésée ordonne alors à Créon de les guider jusqu'à l'endroit où se trouvent ses compagnons qui retiennent les filles d'Œdipe. À leur sortie de scène, le chœur chante le troisième stasimon, qui évoque le combat sur le point de se livrer entre les hommes de Créon et ceux de Thésée.
Le quatrième épisode commence avec le retour sur scène d'Antigone, d'Ismène et de Thésée victorieux. Tous se réjouissent. Thésée apprend à Œdipe qu'un homme de Thèbes souhaite lui parler brièvement. Après un chant du chœur, le Thébain entre : c'est Polynice, l'un des fils d'Œdipe. Il expose sa querelle avec Étéocle et la guerre des sept chefs qu'il s'apprête à entreprendre contre Thèbes. Il réclame l'aide d'Œdipe. Œdipe refuse et blâme sévèrement Polynice pour ses actions et pour la guerre qu'il entreprend contre sa propre ville. Œdipe termine sa diatribe en maudissant ses deux fils et en leur souhaitant de s'entretuer. Antigone tente de faire renoncer Polynice à la guerre, mais en vain. Le chœur entonne alors le quatrième stasimon, entrecoupé du dialogue d'Œdipe et d'Antigone : Œdipe voit tomber la foudre, signe qu'il doit se rendre au lieu où il mourra. Œdipe appelle Thésée, et, à son retour, lui demande de l'accompagner jusqu'au lieu où il doit mourir, car il est le seul spectateur digne d'assister à sa mort. Œdipe explique à Thésée comment il pourra tirer parti de la présence de sa tombe pour protéger sa cité. Tous sortent. Dans un bref chant, le chœur invoque les divinités de l'Hadès.
L'exodos commence lorsqu'un messager arrive et raconte la mort surnaturelle d'Œdipe. Tous n'y ont assisté que de loin et ignorent comment il est mort : il semble avoir disparu, peut-être englouti sous la terre. Le chœur entonne un chant de déploration, accompagné par Antigone et Ismène. Antigone décide de rentrer à Thèbes, où le chœur pressent qu'elle va au-devant d'un destin funeste. Thésée met fin aux lamentations, et indique qu'Œdipe a interdit à quiconque de voir sa tombe. La pièce se termine alors que Thésée s'apprête à accomplir les derniers rites funèbres nécessaires en l'honneur d'Œdipe.

## Généalogie des Labdacides dans la pièce
|         |         |         |         |         |         |       |  |          |          |          |          |          |          |  |  |           |           |           |           |           |           |  |  |          |          |          |          |          |          |  |  |  |  |
|         |         |         |         |         |         |       |  |          |          |          |          |          |          |  |  |           |           |           |           |           |           |  |  |          |          |          |          |          |          |  |  |  |  |
| Laïos † | Laïos † | Laïos † | Laïos † | Laïos † | Laïos † |       |  |          |          |          |          |          |          |  |  | Jocaste † | Jocaste † | Jocaste † | Jocaste † | Jocaste † | Jocaste † |  |  | Créon    | Créon    | Créon    | Créon    | Créon    | Créon    |  |  |  |  |
| Laïos † | Laïos † | Laïos † | Laïos † | Laïos † | Laïos † |       |  |          |          |          |          |          |          |  |  | Jocaste † | Jocaste † | Jocaste † | Jocaste † | Jocaste † | Jocaste † |  |  | Créon    | Créon    | Créon    | Créon    | Créon    | Créon    |  |  |  |  |
|         |         |         |         |         |         |       |  |          |          |          |          |          |          |  |  |           |           |           |           |           |           |  |  |          |          |          |          |          |          |  |  |  |  |
|         |         |         |         |         |         | Œdipe |  |          |          |          |          |          |          |  |  |           |           |           |           |           |           |  |  |          |          |          |          |          |          |  |  |  |  |
|         |         |         |         |         |         |       |  |          |          |          |          |          |          |  |  |           |           |           |           |           |           |  |  |          |          |          |          |          |          |  |  |  |  |
|         |         |         |         |         |         |       |  |          |          |          |          |          |          |  |  |           |           |           |           |           |           |  |  |          |          |          |          |          |          |  |  |  |  |
|         |         |         |         |         |         |       |  |          |          |          |          |          |          |  |  |           |           |           |           |           |           |  |  |          |          |          |          |          |          |  |  |  |  |
| Étéocle | Étéocle | Étéocle | Étéocle | Étéocle | Étéocle |       |  | Polynice | Polynice | Polynice | Polynice | Polynice | Polynice |  |  | Ismène    | Ismène    | Ismène    | Ismène    | Ismène    | Ismène    |  |  | Antigone | Antigone | Antigone | Antigone | Antigone | Antigone |  |  |  |  |

## Postérité
Le texte a inspiré plusieurs œuvres, dont un opéra d'Antonio Sacchini datant de 1786 (Œdipe à Colone), un oratorio dramatique de Théodore Gouvy, une pièce chorale de Iannis Xenakis, À Colone (1977), ainsi qu'une réécriture par le dramaturge Wajdi Mouawad, sous la forme d'une pièce intitulée Les Larmes d'Œdipe (2015).